# Koldo Izagirre

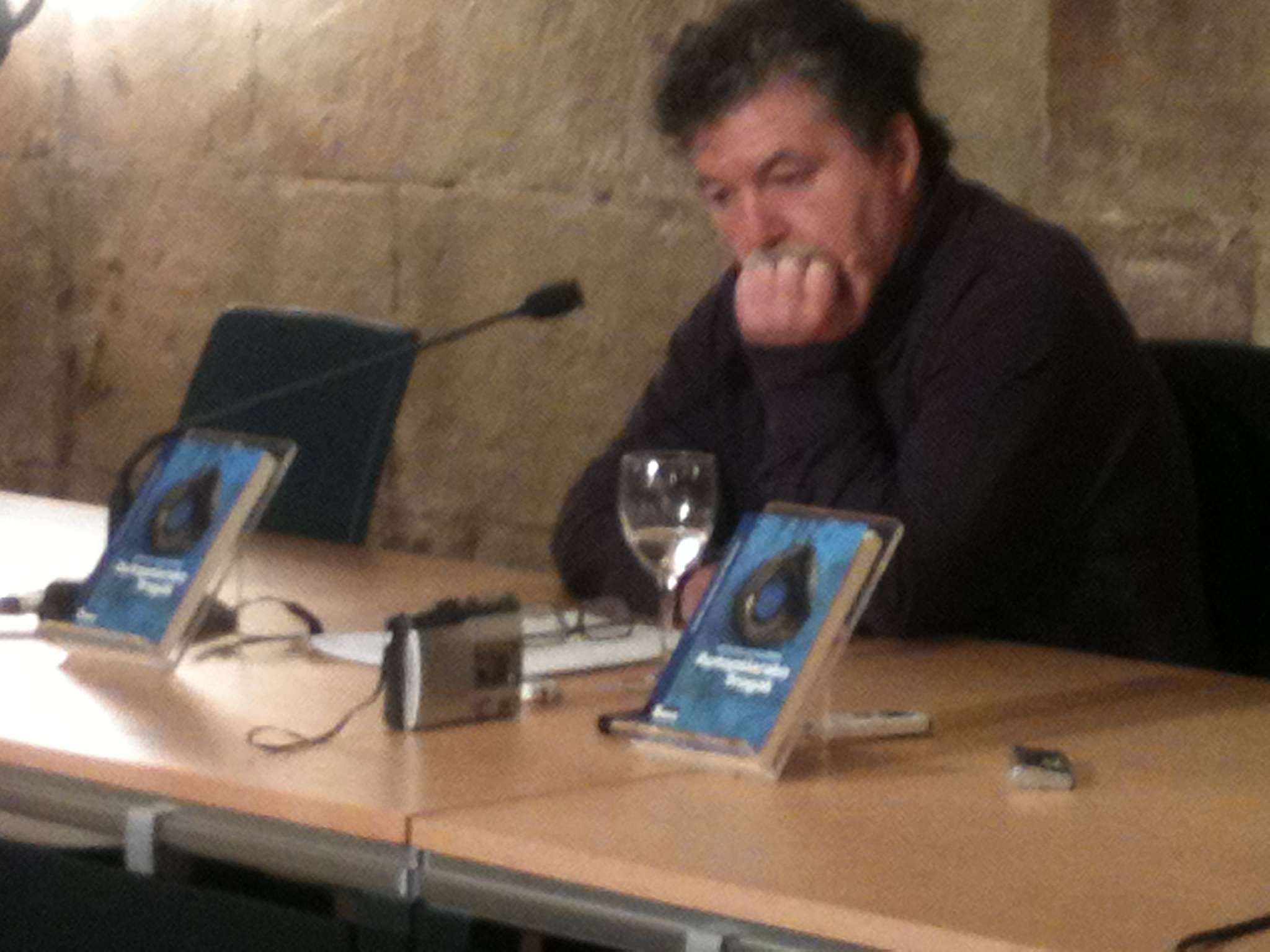
Koldo Izagirre el 2010

Koldo Izagirre Urreaga (Donostia, Guipúscoa, 21 juny de 1953–) és un escriptor en èuscar, autor de nombrosos articles i guionista de televisió i cinema.
Ha publicat tant literatura per a adults com treballs dedicats al públic infantil i juvenil.
El 1978 col·laborà a crear la innovadora revista literària oh!, Euskadi que durant la dècada dels 80 comptà amb la col·laboració de Bernardo Atxaga.
A Koldo Izagirre se'l considera un especialista en l'obra de Gabriel Aresti.

## Algunes obres

### Poesia
- Razistak airean. 1976, Kriseilu.
- Oinaze zaharrena, 1977, Ustela saila.
- Guardasola ahantzia, 1978, Ustela Saila.
- Balizko erroten erresuma, 1989, Susa.
- Non dago Basque harbour? 1997, Susa.
- Teilatuko lizarra 2005, Susa.
- Rimmel 2006, Susa.

### Narrativa
- Euzkadi merezi zuten 1985, Hordago.
- Metxa esaten dioten agirretar baten ibili herrenak 1991, Elkar.
- Vladimir 1996, Erein.
- Nik ere Germinal! egin gura nuen aldarri 1998, Elkar (traducció catalana: Jo també haguera volgur cridar Germinal! Traducció de Luis Carmona Ortiz. Barcelona: Virus Editorial, 2006).
- Agirre zaharraren kartzelaldi berriak 1999, Elkar.
- Sua nahi, Mr Churchill? 2005, Susa.

### Lingüística
- Euskal Lokuzioak, 1981, Hordago.

### Crònica
- Ez duk erraza, konpai 1995, Susa.
- "Merry Christmas, Panama" esan zuen heriotzak 1999, Euskaldunon Egunkaria.